# Rafael Moreno Valle

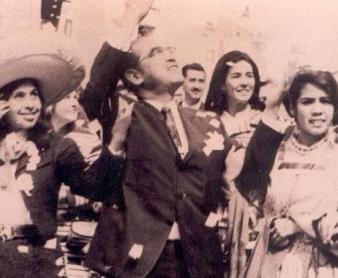
Rafael Moreno Valle (1971)

Rafael Moreno Valle (* 13. August 1917 in Atlixco, Puebla; † 13. Februar 2016 in Mexiko-Stadt) war ein mexikanischer Sanitätsoffizier der Streitkräfte und Politiker des Partido Revolucionario Institucional (PRI), der unter anderem von 1958 bis 1964 Mitglied des Senats (Senado de México), zwischen 1964 und 1968 Minister für Gesundheit und Fürsorge (Secretario de Salubridad y Asistencia) sowie von 1969 bis 1972 Gouverneur des Bundesstaates Puebla war. Von 2000 bis 2004 war er Präsident des Mexikanischen Roten Kreuzes (Cruz Roja Mexicana).

## Leben

### Medizinstudium, Sanitätsoffizier und Brigadegeneral
Rafael Moreno Valle, Sohn von Jésus Moreno und Engracia Valle de Morena, trat nach dem Besuch der Grundschule in Atlixco sowie der weiterführenden Schulen in Heroica Puebla de Zaragoza in das Heer (Ejército Mexicano) der Streitkräfte. Zu seinen Klassenkameraden an der weiterführenden Schule gehörte Fernando Lanz Duret, der zwischen 1958 und 1964 ebenfalls Senator war. Er begann ein Studium der Medizin an der Schule für Militärmedizin (Escuela Médico Militar), der heutigen Universidad del Ejército y Fuerza Aérea Mexicanos (UDEFA), und schloss dieses 1940 mit der Dissertation „El uso local de las sulfamidas en las infecciones“ (‚Die lokale Anwendung von Sulfonamiden bei Infektionen‘) ab. Zu seinen Kommilitonen gehörten Juan Bustamante Vasconcelos, zwischen 1964 und 1967 Mitglied des Abgeordnetenhauses (Cámara de Diputados), sowie Eduardo Echeverría Álvarez, dessen Bruder Luis Echeverría Álvarez von 1970 bis 1976 Präsident war. Zwischen 1941 und 1942 war er Arzt am Carrie Tingley Hospital und der erste Mexikaner, der als Chefresident am Charity Hospital von Louisiana diente. Am 29. April 1944 gehörte er zu den Mitgründern des Krankenhauses Sanatorio Durango im Viertel Colonia Roma in der Delegación Cuauhtémoc, einem Stadtbezirk von Mexiko-Stadt. 
1945 absolvierte Moreno Valle eine Ausbildung zum Facharzt für Orthopädie an der Tulane University in New Orleans. Nach seiner Rückkehr war er als Chirurg am Zentralen Militärkrankenhaus (Hospital Central Militar de México) sowie darüber hinaus als außerordentlicher Professor am Lehrstuhl für Unfallchirurgie und Orthopädie an der Schule für Militärmedizin und der Militärkrankenpflegeschule (Escuela Militar de Enfermería) tätig. Er wurde kurz darauf als Oberstleutnant (Teniente Coronel) Chefarzt für Orthopädie am Zentralen Militärkrankenhaus sowie 1946 zum Direktor des Zentralen Militärkrankenhauses ernannt. 1952 erfolgte seine Beförderung zum Brigadegeneral (General Brigadier) und 1958 schied er aus dem aktiven Militärdienst aus. Gemeinsam mit Salvador Aceves Parra war er Mitgründer der Mexikanischen Orthopädischen Gesellschaft (Sociedad Mexicana de Ortopedia) und Präsident zahlreicher medizinischer Fachkommissionen.

### Senator, Minister und Gouverneur

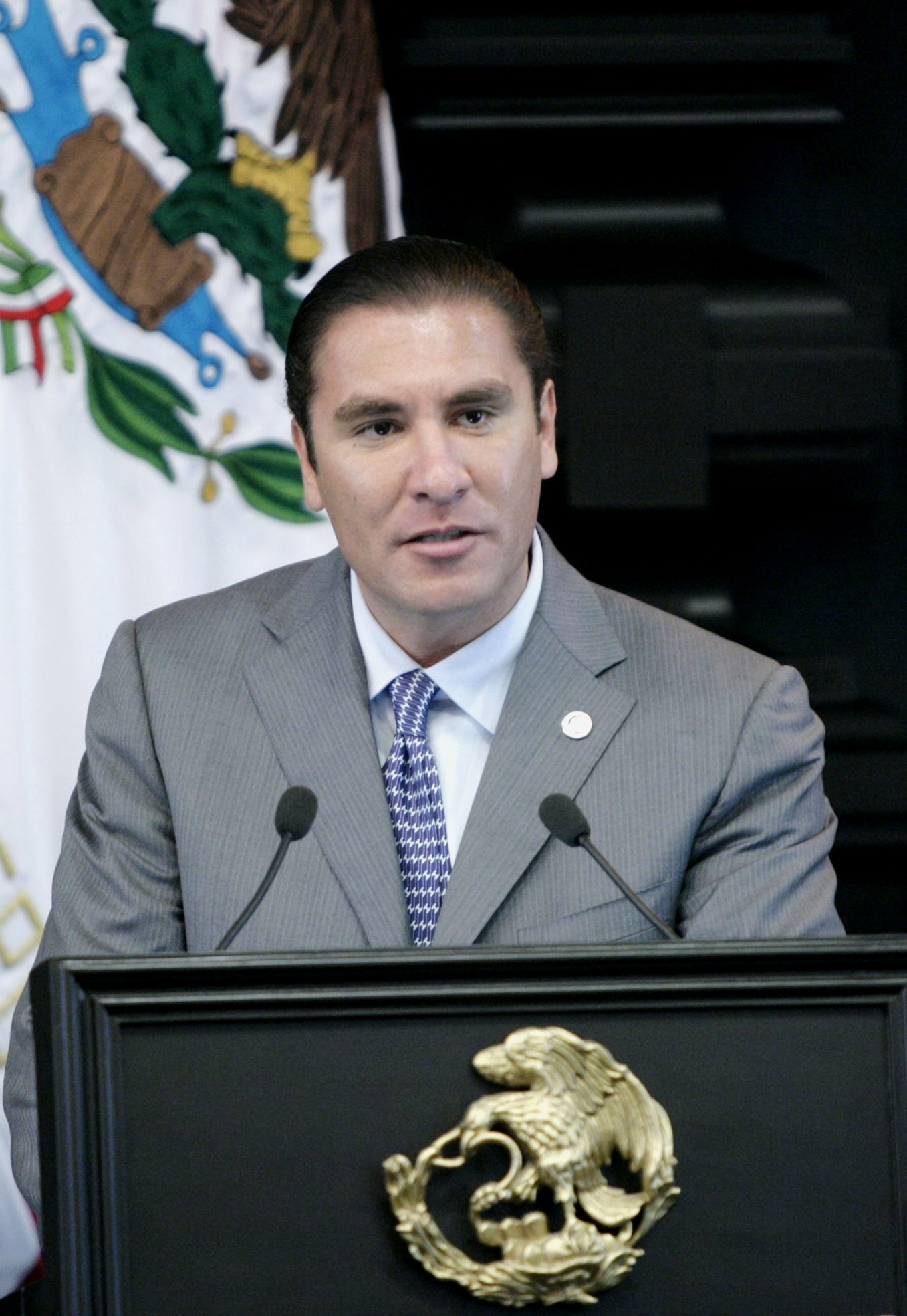
Sein Enkel Rafael Moreno Valle Rosas war für die Partido Acción Nacional (PAN) Abgeordneter, Senator und zwischen 2011 und 2017 ebenfalls Gouverneur von Puebla und kam am 24. Dezember 2018 bei einem Hubschrauberabsturz gemeinsam mit seiner Ehefrau Martha Érika Alonso, der amtierenden Gouverneurin von Puebla, ums Leben.

Am 1. September 1958 wurde Rafael Moreno Valle nach seinem Ausscheiden aus dem Militärdienst für die Partido Revolucionario Institucional (PRI) im Bundesstaat Puebla Mitglied des Senats (Senado de México), des Oberhauses des Kongresses der Union (Congreso General de los Estados Unidos Mexicanos), und gehörte diesem für eine sechsjährige Wahlzeit bis zum 31. August 1964 an. Er war zwischen 1962 und 1964 Mitglied des Nationalen Exekutivkomitees CEN (Comité Ejecutivo Nacional) der PRI sowie zuletzt zwischen Januar und Dezember 1964 Politischer Sekretär der PRI.
Obwohl er bei der Präsidentschaftswahl 1964 eine Kandidatur von Emilio Martínez Manautou unterstützte, wurde Moreno Valle von dem zum Präsidenten gewählten Gustavo Díaz Ordaz am 1. Dezember 1964 zum Minister für Gesundheit und Fürsorge (Secretario de Salubridad y Asistencia) in dessen Kabinett berufen, in dem Emilio Martínez Manautou als engster Vertrauter von Gustavo Díaz Ordaz wiederum Minister im Präsidialamt (Secretario de la Presidencia de México) wurde. Am 22. Oktober 1968 schied er aus der Regierung aus und wurde als Minister für Gesundheit und Fürsorge vom bisherigen Unterstaatssekretär im Ministerium für Gesundheit und Fürsorge Salvador Aceves Parra abgelöst. Einer seiner engsten Mitarbeiter war das ehemalige Mitglied des Abgeordnetenhauses Raúl Padilla Gutiérrez, der zwischen 1966 und 1968 sein Sekretär war.
Am 1. Februar 1969 wurde Rafael Moreno Valle als Nachfolger von Aarón Merino Fernández für eine bis zum 31. Januar 1975 dauernde sechsjährige Amtszeit Gouverneur des Bundesstaates Puebla. Am 21. März 1972 beantragte er die Beurlaubung vom Amt, das er auch nicht wieder aufnahm. Stattdessen wurde am 23. März 1972 der bisherige Generalsekretär der Regierung und Präsident des Obersten Gerichts des Bundesstaates Mario Mellado García zum provisorischen Gouverneur ernannt, ehe am 14. April 1972 der frühere Abgeordnete und Senator sowie amtierende Bürgermeister von Puebla, Gonzalo Bautista O’Farrill neuer Gouverneur von Puebla wurde. Er war später von 2000 bis 2004 Präsident des Mexikanischen Roten Kreuzes (Cruz Roja Mexicana).
Sein Enkel Rafael Moreno Valle Rosas war für die Partido Acción Nacional (PAN) Abgeordneter, Senator und zwischen 2011 und 2017 ebenfalls Gouverneur von Puebla und kam am 24. Dezember 2018 bei einem Hubschrauberabsturz gemeinsam mit seiner Ehefrau Martha Érika Alonso, der erst seit dem 14. Dezember 2018 amtierenden Gouverneurin von Puebla, ums Leben.